# Spartacus International Gay Guide
Spartacus International Gay Guide – przewodnik dla gejów wydawany przez niemieckie wydawnictwo GayGuide UG w Berlinie.
Ma charakter turystyczno-informacyjny z elementami politycznymi. Zawiera opisy miejsc i instytucji związanych ze środowiskami LGBT w ponad 160 krajach. Zbiór liczy ok. 22 000 adresów m.in. klubów gejowskich, barów, restauracji, hoteli, saun, podanych na ok. 1 300 stronach. Czytelnik przewodnika informowany jest o sytuacji polityczno-prawnej gejów w poszczególnych krajach: o tym, czy w danym państwie stosuje się kary za kontakty homoseksualne lub o poziomie homofobii w danym społeczeństwie. Publikowane są ostrzeżenia przed podróżami do krajów, gdzie geje są jawnie prześladowani lub gdzie są narażeni na ataki np. policji. Przytacza się nazwy lokalnych aktów prawnych, na podstawie których prawa gejów są respektowane lub łamane. Polecane są adresy miejsc, w których geje bez obaw mogą swobodnie prezentować swoją tożsamość. Przewodnik jest uporządkowany alfabetycznie według nazw krajów podanych w języku angielskim.

## Historia publikacji
Jawny gej, John D. Stamford (ur. 1939), rozpoczął gromadzić od roku 1968 różne informacje o ówczesnym brytyjskim środowisku homoseksualnym i w roku 1970 wydał w Sussex pierwszy informator pod nazwą Spartacus. Na 109 stronach zawarł informacje o 3 000 "miejsc przyjaznych dla homoseksualistów", gdzie geje mogli się swobodnie spotykać. Celem autora było pomóc innym gejom znaleźć lepszy świat, porzucić skrywaną samotność, umożliwić kontakty z pokrewnymi duszami i doprowadzić do rozwinięcia się międzynarodowych organizacji i instytucji gejowskich.
Stamford przeprowadził się w 1972 do Amsterdamu, ponieważ ówczesne brytyjskie prawodawstwo zabraniało wciąż otwartej dyskusji o homoseksualizmie i z racji swej działalności zaczął mieć problemy prawne w swoim kraju. W 1973 Spartacus wydany został po raz pierwszy w Holandii.
Dziesiąte wydanie Spartakusa z 1980 zawierało już 608 stron i opisywało miejsca w 250 krajach. Okładkę do tej edycji przewodnika zaprojektował Jean Daniel Cadinot. Informacje dla przewodnika dobrowolnie dosyłali wolontariusze. Wydawca otrzymywał ok. 12 000 listów rocznie. W 1983 Spartacus po raz pierwszy poinformował o AIDS i od tamtej pory przewodnik na stałe wprowadził dział informacyjny o profilaktyce zdrowotnej poszczególnych krajów. Od 1987 przewodnik wydaje Bruno Gmünder Verlag. W 2017 roku wydawnictwo złożyło wniosek o ogłoszenie upadłości i sprzedało swój flagowy statek Spartacus firmie GayGuide UG. Od 2018 roku przewodnik turystyczny jest dostępny jako aplikacja i strona internetowa, aby być indywidualnie dopasowanym towarzyszem dla każdego podróżnego.

## Publikacje powiązane z przewodnikiem
- 2011: Spartacus International Gay Guide, 2011/2012, ISBN 978-3-86787-350-5
- 2011: SPARTACUS International Hotel & Restaurant Guide 2011, ISBN 978-3-86787-352-9
- 2006: Spartacus International Hotel & Restaurant Guide 2007, ISBN 3-86187-427-X
- 2006: Spartacus International Sauna Guide 2007, ISBN 3-86187-426-1